# Естонија на Европском првенству у атлетици у дворани 2017.
Естонија је учествовала на 34. Европском првенству у дворани 2017 одржаном у Београду, Србија, од 3. до 5. марта. Ово је дванаесто Европско првенство у атлетици у дворани од 1994. године од када Естонија учествује самостално под овим именом. Репрезентацију Естоније представљало је 6 спортиста (3 мушкарца и 3 жене) који су се такмичили у 5 дисциплина (2 мушке и 3 женске).

## Учесници
| Мушкарци: - Хенрик Кутберг — Скок удаљ - Кристјан Розенберг — Седмобој - Мајкел Уибо — Седмобој | Жене: - Ксенија Балта — Скок удаљ - Мерилин Удме — Троскок - Кетлин Пириме — Бацање кугле |  |

## Резултати

### Мушкарци
| Атлетичар      | Дисциплина | Лични рекорд | Квалификације | Квалификације | Финале               | Финале       | Детаљи |
| Атлетичар      | Дисциплина | Лични рекорд | Резултат      | Место         | Резултат             | Место        | Детаљи |
| -------------- | ---------- | ------------ | ------------- | ------------- | -------------------- | ------------ | ------ |
| Хенрик Кутберг | Скок удаљ  | 7,80         | 7,49          | 17            | Није се квалификовао | 17 / 18 (20) |        |

Седмобој
| Дисциплина   | Кристјан Розенберг | Кристјан Розенберг | Кристјан Розенберг | Кристјан Розенберг | Кристјан Розенберг | Кристјан Розенберг |
| Дисциплина   | Лич. рек.          | Резултат           | Бод.               | Плас.              | Укупно             | Плас.              |
| ------------ | ------------------ | ------------------ | ------------------ | ------------------ | ------------------ | ------------------ |
| 60 м         | 7,01               | 7,04               | 868                | 6                  |                    |                    |
| Скок удаљ    | 7,25               | 7,06               | 828                | 13.                | 1.606              | 11.                |
| Бацање кугле | 13,62              | 14,08 ЛР           | 733                | 14.                | 2.429              | 12.                |
| Скок увис    | 2,13               | 2,13 ЛР            | 925                | 1.                 | 3.354              | 5.                 |
| 60 м препоне | 8,37               | 8,50               | 860                | 15.                | 4.214              | 10.                |
| Скок мотком  | 4,87               | 5,00 ЛР            | 910                | 8.                 | 5.124              | 9.                 |
| 1500 м       | 2,42,96            | 2:54,25            | 711                | 13.                |                    |                    |
| Седмобој     | 5.986              |                    |                    |                    | 5.846              | 11.                |

| Дисциплина   | Марсел Уибо | Марсел Уибо | Марсел Уибо | Марсел Уибо | Марсел Уибо | Марсел Уибо |
| Дисциплина   | Лич. рек.   | Резултат    | Бод.        | Плас.       | Укупно      | Плас.       |
| ------------ | ----------- | ----------- | ----------- | ----------- | ----------- | ----------- |
| 60 м         | 7,16        | 7,35        | 762         | 16.         |             |             |
| Скок удаљ    | 7,37        | БП          |             |             | 762         | 16.         |
| Бацање кугле | 14,53       | НС          |             |             |             | НЗ          |
| Скок увис    | 2,13        |             |             |             |             |             |
| 60 м препоне | 8,25        |             |             |             |             |             |
| Скок мотком  | 5,15        |             |             |             |             |             |
| 1.000 м      | 2,39,72     |             |             |             |             |             |
| Седмобој     | 6.044       |             |             |             | —           | НЗ          |

### Жене
| Атлетичарка   | Дисциплина   | Лични рекорд | Квалификације | Квалификације | Финале                | Финале  | Детаљи |
| Атлетичарка   | Дисциплина   | Лични рекорд | Резултат      | Место         | Резултат              | Место   | Детаљи |
| ------------- | ------------ | ------------ | ------------- | ------------- | --------------------- | ------- | ------ |
| Ксенија Балта | скок удаљ    | 6,87 НР      | 6,67          | 6 КВ          | 6,79                  | 5 / 17  |        |
| Мерилин Удме  | Троскок      | 13,40        | 13,55 ЛР      | 14            | Није се квалификовала | 14 / 18 |        |
| Кетлин Пириме | Бацање кугле | 16,77        | 16,29         | 16.           | Није се квалификовала | 16 / 21 |        |